# 新唐人電視台

新唐人テレビのロゴ

新唐人テレビ（しんとうじんテレビ，英語: New Tang Dynasty Television）は、アメリカ合衆国ニューヨークに本部を置く中国語を主要な言語のひとつとしているテレビ局である。

## 概要
2002年、新興宗教であり中国で弾圧を受けているともされる法輪功の関係者によって設立され、北米の華人向けに放送開始。翌2003年には衛星放送(BS)での放送が開始され、現在は世界各国で視聴できるほか、日本でもインターネットで日本語に翻訳された報道の視聴が可能である。ニュース以外にも、各地の伝統文化や漢方医学など、多岐にわたる分野を専門としている。英語、スペイン語、日本語、フランス語、ロシア語、ペルシア語、ヘブライ語の番組が放送されている。カナダでもNTD Canadaとして広東語、北京語、英語、フランス語の番組が放送されている。新唐人テレビが英国での放送を開始したのは2021年2月22日であり、テレビ局はSky TV、チャンネルは（以前MyTV で使用されていた）190であった。その後、271チャンネルのFreeviewでも放送されるようになった。2022年時点で、アメリカの600万世帯で視聴されている。法輪功系メディアの例に漏れず、中国共産党を批判する。「新唐人テレビ」の名前の由来は、テレビ局が「中国の精神性と文明の黄金時代…その高い道徳的な規準と他に類のない文化的な業績で知られている」としている唐王朝を連想させるためにつけたものである。

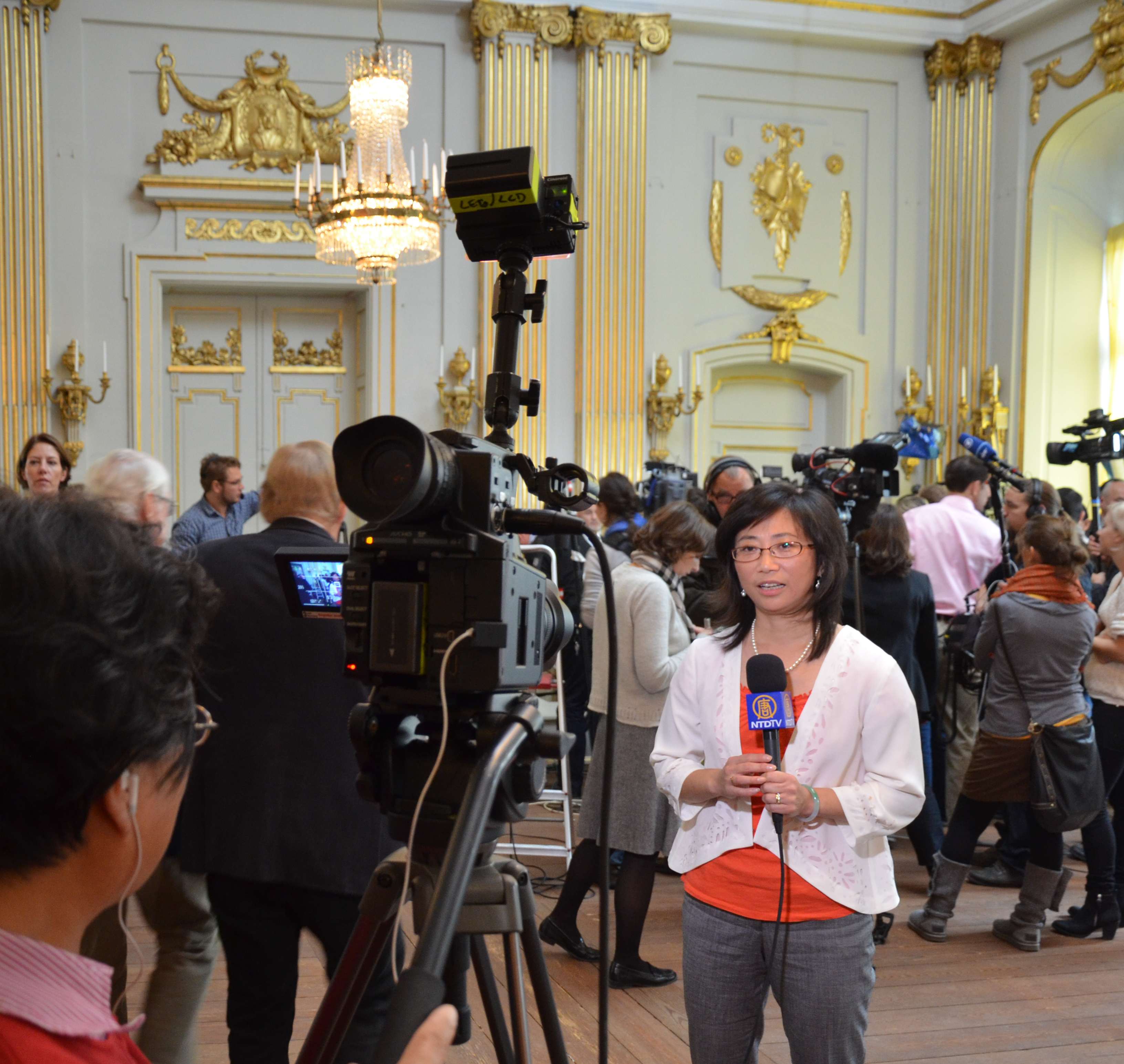
2012年、新唐人テレビの記者は2012年のノーベル文学賞受賞者にインタビューをした。

## 海外の評価
2004年、クリスチャン・サイエンス・モニターは新唐人テレビを、「米国で初めての独立した中国語のテレビ局」と報道した。 2007年には、ウォール・ストリート・ジャーナルで「組織化の欠如と内輪もめによって散り散りになった中国の民主主義推進反体制派のためのプラットホームとして機能している」と説明された。

## 収益
2009年に、新唐人テレビは530万ドルの収益を記録しており、その内の240万ドルは3,000件の寄付によるものである。2011年の時点で職員数は80名でほとんど全てがボランティアスタッフであった。
2016年時点の収益は740万ドルで、米国国税庁のレポートによると2017年にはその2倍以上の1800万ドルの収益をあげている。

## 主な番組
- 世事関心
- 韓流世界
- 認識中医
- 熱點互動熱線直播
- 一週経済回顧
- 娯楽新幹線
- 七彩橋
- 透視中国
- 人傑地霊
- 你好日本
- IQ Open
- 全世界華人コンテスト